# Glasbergasjön
Glasbergasjön är en sjö i Södertälje kommun i Södermanland och ingår i Norrströms huvudavrinningsområde. Sjön har en area på 0,244 kvadratkilometer och ligger 17,1 meter över havet. Sjön avvattnas av vattendraget Tumbaån.

## Delavrinningsområde
Glasbergasjön ingår i det delavrinningsområde (656540-161385) som SMHI kallar för Utloppet av Uttran. Medelhöjden är 33 meter över havet och ytan är 21,43 kvadratkilometer. Det finns ett avrinningsområde uppströms, och räknas det in blir den ackumulerade arean 26,03 kvadratkilometer. Tumbaån som avvattnar avrinningsområdet har biflödesordning 2, vilket innebär att vattnet flödar genom totalt 2 vattendrag innan det når havet efter 28 kilometer. Avrinningsområdet består mestadels av skog (37 procent) och jordbruk (13 procent). Avrinningsområdet har 2,76 kvadratkilometer vattenytor vilket ger det en sjöprocent på 12,9 procent. Bebyggelsen i området täcker en yta av 6,14 kvadratkilometer eller 29 procent av avrinningsområdet.